# Argyrogramma basigera
Enigmogramma basigera là một loài bướm đêm trong họ Noctuidae.